# Fernando Sandoval
Fernando Antonio Sampaio Sandoval (* 18. November 1942 in São Paulo; † 1. Mai 2020 ebenda) war ein brasilianischer Wasserballspieler.

## Biografie
Fernando Sandoval gewann mit der Brasilianischen Nationalmannschaft bei den Panamerikanischen Spielen 1967 in Winnipeg die Silbermedaille. Zudem nahm er an den Olympischen Sommerspielen 1968 in Mexiko-Stadt teil, wo die Mannschaft den 13. Platz belegte.
Sandoval war Abwehrspieler für den Club Athletico Paulistano und Botafogo FR, bis er 1969 seine Karriere beendete und sich dem Journalismus im Bundesstaat São Paulo widmete. Er war Vater von zwei Kindern.
Am 1. Mai 2020 starb Sandoval im Alter von 77 Jahren während der COVID-19-Pandemie in Brasilien an den Folgen einer SARS-CoV-2-Infektion in einem Krankenhaus in São Paulo.